# Алтай (місто, Китай)
Алтай (кит. спр. 阿勒泰市, піньїнь: Ālètài Shì) — місто-повіт в китайській автономії Сіньцзян; адміністративний центр однойменної префектури у складі Ілі-Казахської автономної області. 

## Географія
Алтай розташовується у прикордонному «куті» на півночі провінції на південних схилах Монгольського Алтаю, лежить на річці Чорний Іртиш.

### Клімат
Місто знаходиться у зоні, котра характеризується вологим континентальним кліматом з теплим літом. Найтепліший місяць — липень із середньою температурою 21.1 °C (70 °F). Найхолодніший місяць — січень, із середньою температурою -17.2 °С (1 °F).
| Клімат Алтая            | Клімат Алтая | Клімат Алтая | Клімат Алтая | Клімат Алтая | Клімат Алтая | Клімат Алтая | Клімат Алтая | Клімат Алтая | Клімат Алтая | Клімат Алтая | Клімат Алтая | Клімат Алтая | Клімат Алтая |
| Показник                | Січ.         | Лют.         | Бер.         | Квіт.        | Трав.        | Черв.        | Лип.         | Серп.        | Вер.         | Жовт.        | Лист.        | Груд.        | Рік          |
| Абсолютний максимум, °C | 0            | 6            | 18           | 27           | 31           | 36           | 36           | 37           | 35           | 27           | 15           | 2            | 37           |
| Середній максимум, °C   | −11          | −6           | 2            | 12           | 20           | 25           | 27           | 27           | 21           | 11           | 0            | −8           | 10           |
| Середня температура, °C | −16          | −12          | −3           | 6            | 13           | 18           | 20           | 20           | 14           | 5            | −5           | −13          | 5            |
| Середній мінімум, °C    | −22          | −18          | −9           | 1            | 7            | 12           | 14           | 13           | 8            | 0            | −10          | −18          | −1           |
| Абсолютний мінімум, °C  | −38          | −35          | −32          | −13          | −3           | 2            | 7            | 5            | −6           | −13          | −36          | −36          | −38          |
| Вологість повітря, %    | 68           | 71           | 65           | 45           | 38           | 42           | 47           | 45           | 41           | 48           | 68           | 72           | 54           |
| ----------------------- | ------------ | ------------ | ------------ | ------------ | ------------ | ------------ | ------------ | ------------ | ------------ | ------------ | ------------ | ------------ | ------------ |
| Джерело: Weatherbase    |              |              |              |              |              |              |              |              |              |              |              |              |              |